# 老犹太公墓 (布拉格)

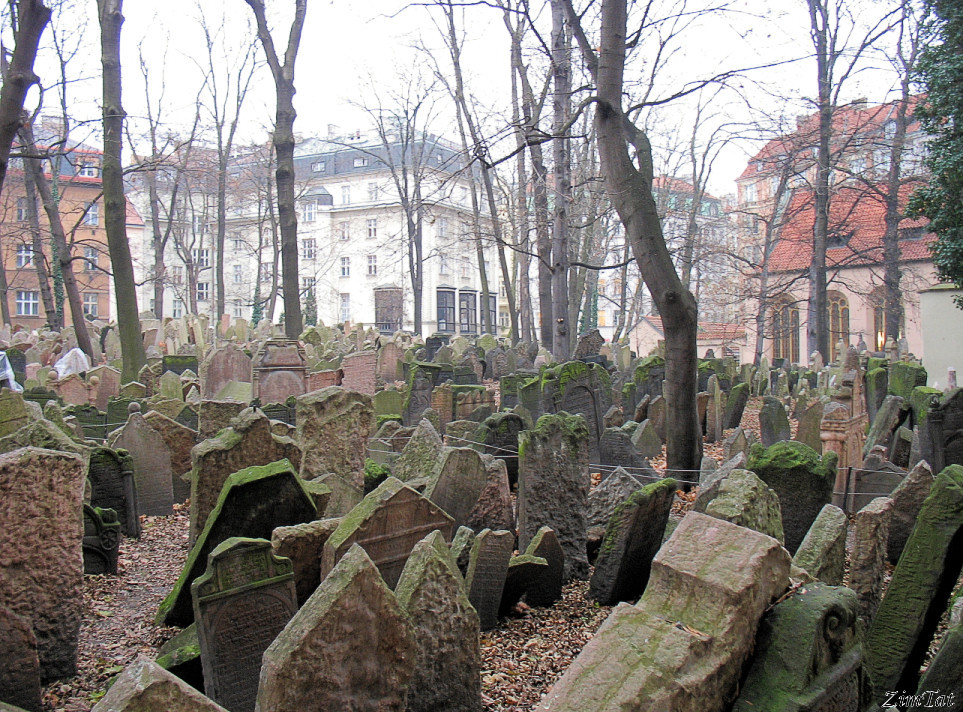

老犹太公墓（Starý židovský hřbitov）位于捷克首都布拉格昔日的犹太区约瑟夫城。自15世纪初开始使用（保存最古老的墓碑为1439年），直至1787年。

## 历史
墓碑的数量和埋葬在那里的人数无法确定，因为有好几层墓葬。但是，据估计，目前发现大约有12,000个墓碑，可能有多达10万人的墓葬。埋葬在老犹太公墓最重要的人物是耶胡达·本·比撒列（拉比·勒夫，卒于1609年）、莫迪凯·梅塞尔（卒于1601），大卫·甘斯（卒于1613年）和大卫·奥本海姆（卒于1736年）。 
目前尚不清楚确切的墓地建立时间。这一直是许多学者讨论的题目，有些人声称墓地超过了1000年的历史，而公认的时间是15世纪上半叶。最古老的坟墓属于布拉格拉比和诗人阿维格·卡拉（1439年），是由国王普热米斯尔·奥托卡二世建立。
根据犹太人的风俗，不得破坏犹太人墓地，特别是不允许搬走墓碑。这意味着当墓地用尽空间时，购买空余的土地是不可能的，因此就在已有的墓穴里分多层安葬，旧的墓碑取出后再放在新墓上。这就解释了为什么墓地的墓碑会安放得如此紧密。这导致坟墓有12层的墓地。